# Busard des marais
Circus hudsonius
Espèce
Statut de conservation UICN

 LC  : Préoccupation mineure
Statut CITES
Le Busard des marais ou Busard d'Amérique (Circus hudsonius) est une espèce d'oiseaux de la famille des Accipitridae, souvent considérée comme sous-espèce du busard Saint-Martin (C. cyaneus). Son plumage est légèrement plus sombre que celui de ce dernier, chez les deux sexes.

## Répartition

zone de nidification
présence permanente
voie migratoire
aire d'hivernage

Cet oiseau vit en Amérique du Nord.